# Rassemblement national pour la démocratie
Pour les articles homonymes, voir Rassemblement national (page d'homonymie).
Cet article possède un paronyme, voir Rassemblement national démocratique.
Le Rassemblement national pour la démocratie (RND) est un parti politique malien créé en 1997 et ayant fusionné avec l’Alliance pour la démocratie au Mali-Parti africain pour la solidarité et la justice (Adema-Pasj) en 2008.

## Historique
Le RND est créé le 25 juillet 1997, après une scission d’avec le Rassemblement pour la démocratie et le progrès (RDP). Le RND se situe dans l’opposition modérée et participe aux élections législatives de 1997 contrairement à l’opposition radicale dont fait partie le RDP et qui appelle au boycott. Il est présidé par Abdoulaye Garba Tapo.
À l’élection présidentielle malienne de 2007, le RND soutient la candidature d’Amadou Toumani Touré.
Le 29 avril 2008, le Rassemblement national pour la démocratie décide de fusionner avec l’Alliance pour la démocratie au Mali-Parti africain pour la solidarité et la justice (Adema-Pasj). Cependant, une grande partie de ses militants préfèrent rejoindre l’Union pour la république et la démocratie (URD).

## Résultats électoraux
| Année | Élection                           | Scores et observations                                                                                    |
| ----- | ---------------------------------- | --- |
| 1997  | Élection présidentielle            | |
| 1997  | Élections législatives             | 1 député (sur 147)                                                                                        |
| 1998  | Élections communales               | |
| 1999  | Élections communales               | |
| 2002  | Élection présidentielle            | A soutenu la candidature d’Amadou Toumani Touré                                                           |
| 2002  | Élections législatives             | 2 députés (sur 147)                                                                                       |
| 2004  | Élections communales               | 5 maires (sur 703)                                                                                        |
| 2007  | Élection des conseillers nationaux | Pas d’élu                                                                                                 |
| 2007  | Élection présidentielle            | Membre de l’Alliance pour la démocratie et le progrès qui a soutenu la candidature d’Amadou Toumani Touré |
| 2007  | Élections législatives             | 1 député (sur 147)                                                                                        |